# Loden

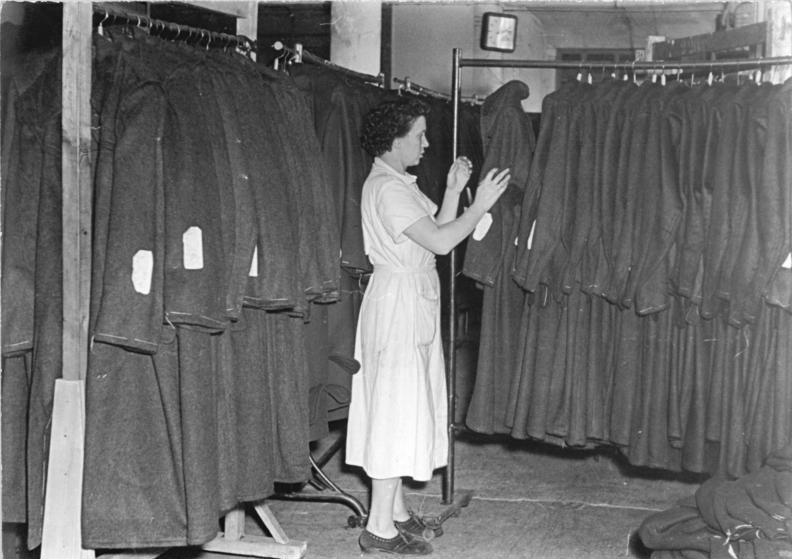
Lodenmäntel

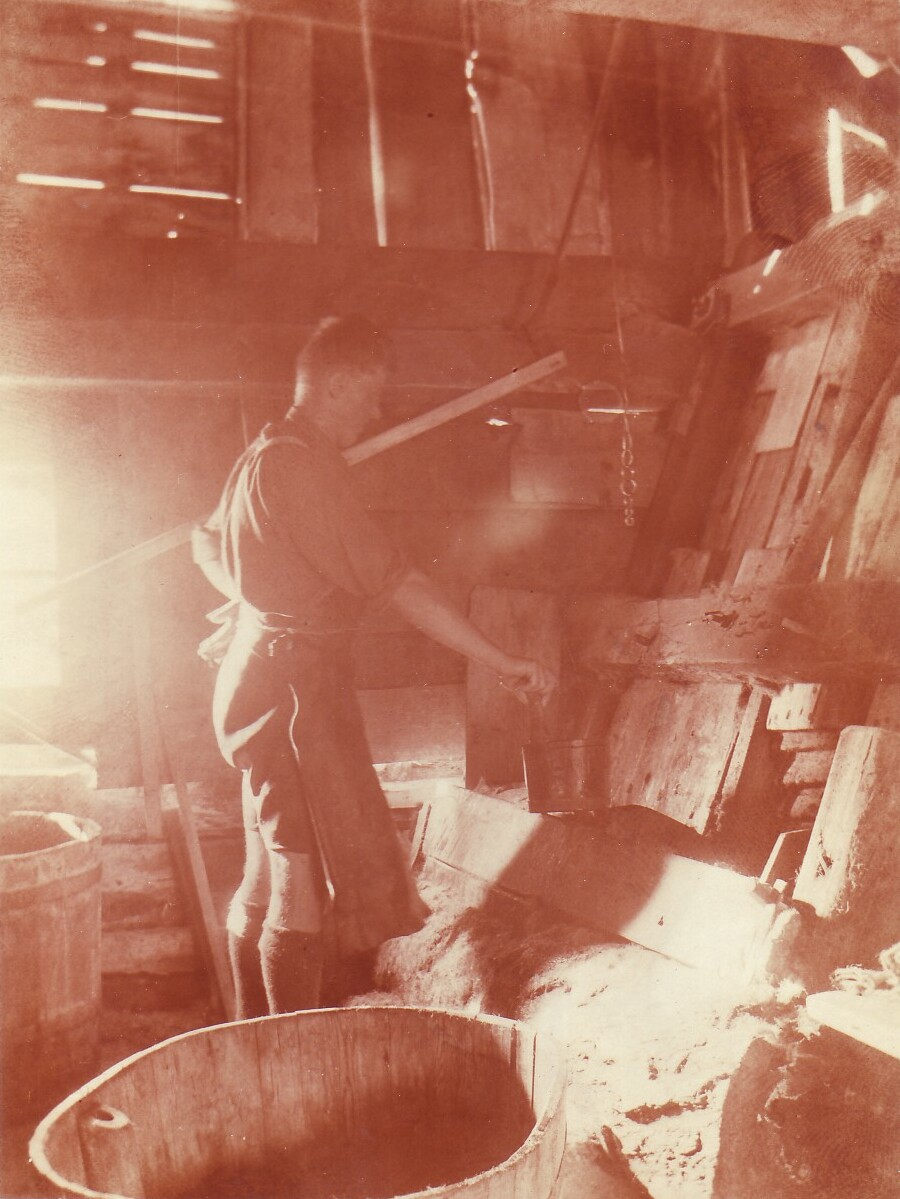
Lodenwalker Ramsau ca. 1840

Unter Loden werden grobe, widerstandsfähige Wollstoffe verstanden. Der Begriff Loden als Sammelbezeichnung wird für dichte Streichgarngewebe (selten Kammgarngewebe) – vorwiegend aus Wolle – mit einer mehr oder weniger glatten Oberfläche verwendet.
Loden bezeichnete ursprünglich derbe, nicht gewalkte Wollstoffe aus Streichgarnen. Spätestens seit dem Hochmittelalter wurde Loden gewalkt (vgl. Walkstoffe), um anschließend als „Wolltuch“ (englisch broadcloth, schwedisch vadmal) verarbeitet zu werden. Der Begriff Loden bezeichnete zu jener Zeit immer nur das unfertige Rohgewebe vor dem Walkprozess. Umgangssprachlich wird Loden häufig mit Walkloden gleichgesetzt, obwohl sowohl gewalkte als auch nicht gewalkte Stoffe unter diese Bezeichnung fallen. Die klassischen Farben sind olivgrün, graubraun, schwarzmeliert oder rotbraun. Moderne Lodengewebe sind meist in Köper-, köperähnlichen oder Leinwandbindungen gewebt.

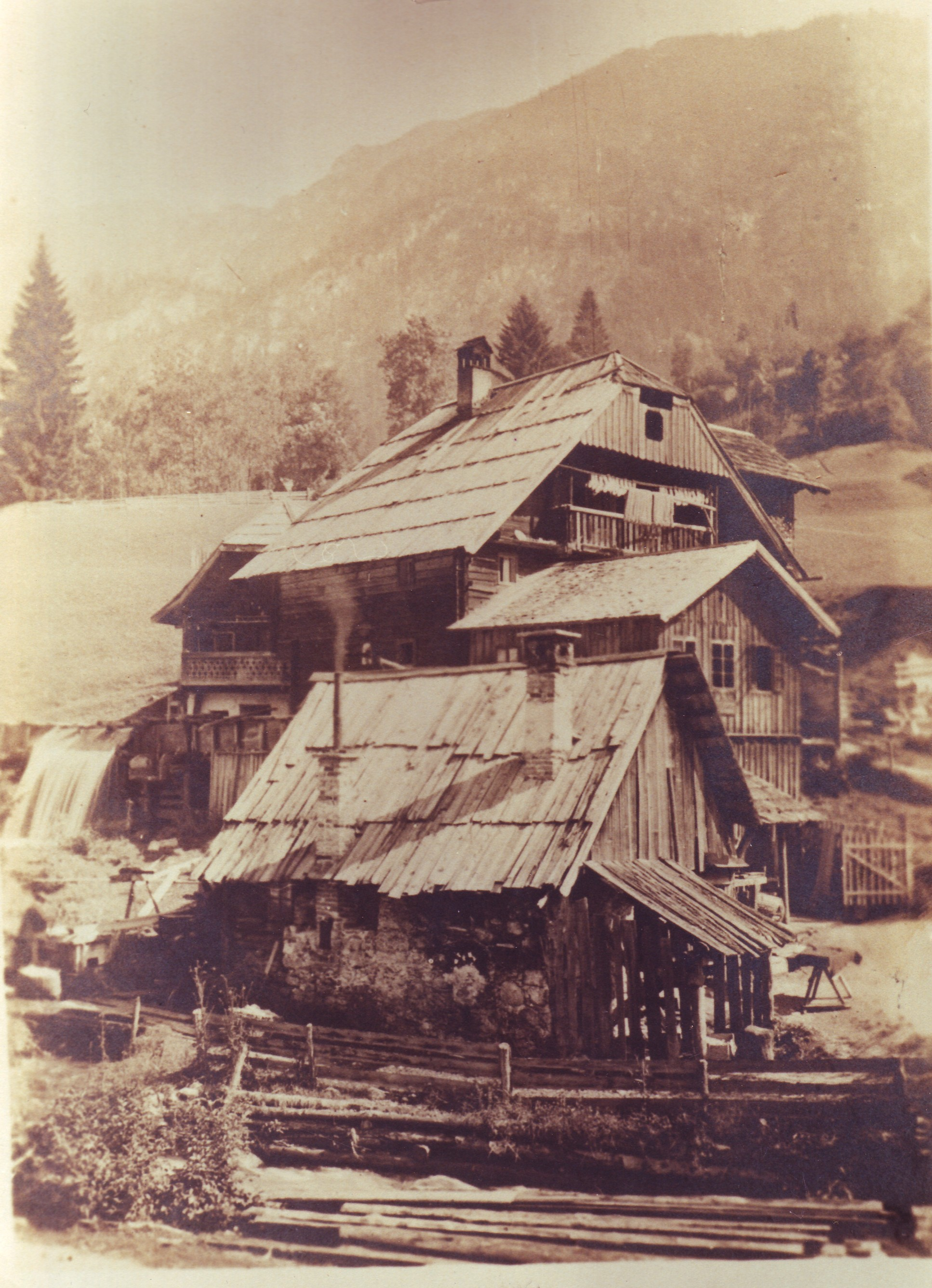
Alte Lodenwalke Ramsau

Der nachweislich älteste bestehende Hersteller der Welt ist die Lodenwalke in der Ramsau am Dachstein mit einer fast 600-jährigen Tradition. Ein bedeutendes Unternehmen in Tirol war Franz Baur’s Söhne.

## Etymologie
Der Begriff geht über das mittelhochdeutsche lode ‚Mantel‘ auf das seit dem 10. Jahrhundert belegte althochdeutsche lodo, ludo ‚grobes Wollzeug‘ zurück. Parallelen bestehen im altsächsischen loðo, altenglischen loþa ‚Mantel, Decke‘ und dem altnordischen loði ‚grobes Tuch, zottiger Mantel‘. Aus dem Altnordischen sind weitere Wörter bekannt, die von einem Grundbegriff loð ‚Zotte‘ ausgehen lassen. Im Deutschen sind wohl lottern ,schlaff sein, schlaff herabhängen, schlendern, bummeln‘ und schlottern ‚zittern, lose sich bewegen, lose hängen, hin und her schwanken‘ zur selben indogermanischen Wurzel *(s)leu-, *(s)lū- ‚schlaff herabhängen, schlaff‘ zu stellen.
Nicht zutreffend ist jedenfalls eine im Raum Dresden verbreitete Anekdote, der zufolge ein gewisser August Loden in seinem Geschäft in Dresden (damals noch Löbtau) im 19. Jahrhundert den nach ihm benannten Lodenmantel entwickelt haben soll. Diese im Internet verbreitete Geschichte wurde 2008 von der Sächsischen Zeitung aufgegriffen, jedoch 2013 in den Dresdner Neuesten Nachrichten widerlegt: Sowohl Lodenstoffe wie die Bezeichnung dafür sind wesentlich älter.

## Traditionelle Verwendung
Loden war traditionell der widerstandsfähige Kleidungsstoff der bäuerlichen Bevölkerung Europas, der in der gewalkten Form wegen seiner Wind- und Regendichtigkeit geschätzt wurde. Loden spielt in Trachten der Ostalpen und auch in den historischen und modernen Trachten der Samen Lapplands eine wichtige Rolle.

## Lodenerzeugung

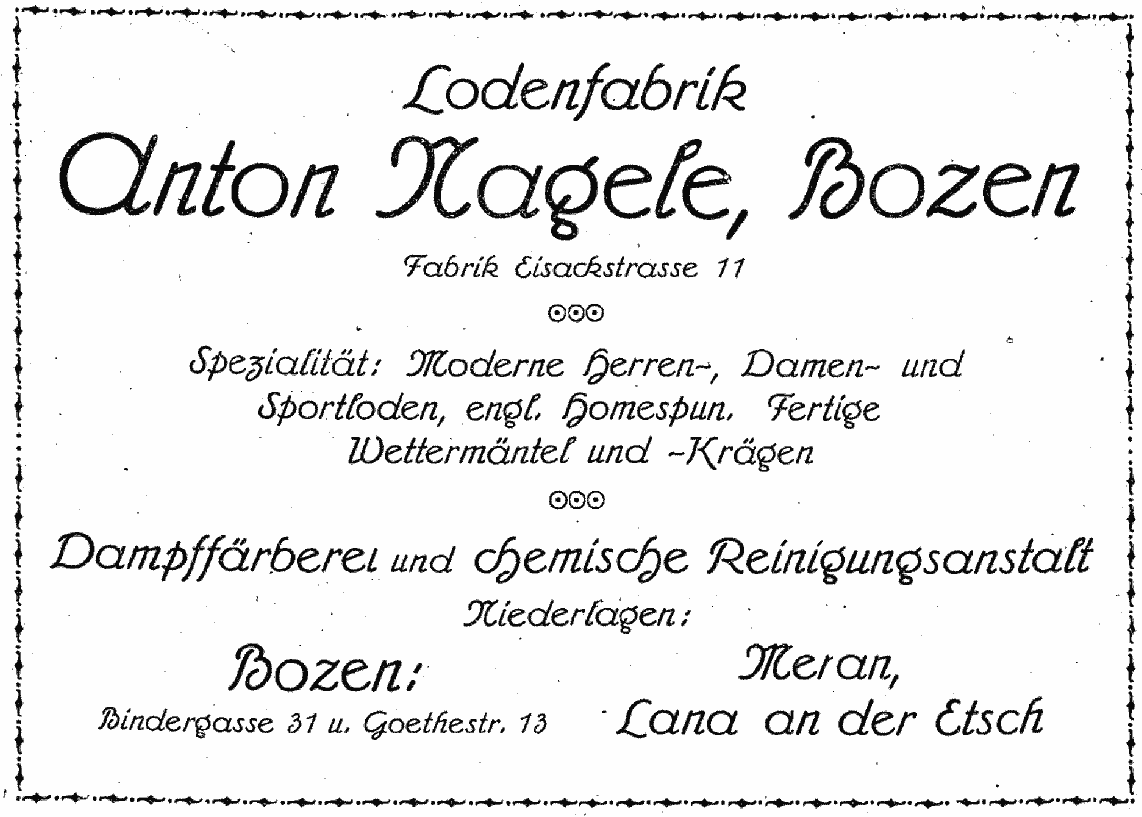
Inserat der Südtiroler Lodenfabrik Anton Nagele im Adressbuch Bozen-Gries 1922/23

Die Grundlage für die Existenz der Lodenwalke waren die Bauern der Umgebung, von deren Hochgebirgsschafen die Wolle stammte. Ursprünglich wurde die Wolle von den Bauern mit zwei mit Nägeln beschlagenen Brettern aufgelockert und mit dem Spinnrad von den Bäuerinnen und ihren Mägden an den langen Winterabenden zu festen Fäden gesponnen. Ein gelernter Weber wanderte von Hof zu Hof und webte auf einem Webstuhl das lockere Gewebe. Dieses rohe Lodengewebe brachten die Bauern zum Lodenwalker. Dort wurde es in warmem Wasser mit schweren Holzhämmern, die durch Wasserkraft betrieben waren, energisch gewalkt und gestampft. So schrumpft das Gewebe zusammen, die einzelnen Haare verfilzen untereinander, bis der wasser- und windabweisend Loden entsteht.
Gewalkt wird zum Teil noch nach dem Urverfahren, ähnlich wie vor 500 Jahren. Trotz des enormen technischen Fortschrittes ließ sich diese Methode nicht verdrängen. Für die Erzeugung sind zahlreiche Arbeitsgänge notwendig:
- Wolfen: Darunter wird das Vermischen von verschiedenen Rohwollsorten und Farben verstanden, abgestimmt auf die weitere Verwendung. Die Mischung der Rohwolle kommt in die Maschine und wird von mit Zähnen bestückten Walzen gerissen und vermischt.
- Kardieren: Auf der Kardiermaschine befinden sich viele mit Nadeln bestückte Walzen, die die Wolle zu einem feinen Vlies kämmen. Dieses wird zum ersten Vorgarn (ungedrehter Faden) geteilt.
- Ringspinnerei: Hier wird das erste Vorgarn zu einem festen Faden versponnen. Je nach Verwendungsart werden die Fäden in verschiedenen Stärken gesponnen.
- Zwirnerei und Spulerei: Die gesponnenen Fäden werden zu verschiedenen Zwirnen verarbeitet. Dabei werden mehrere Garne miteinander verzwirnt um mehr Festigkeit zu erlangen. Mit dem Einsatz von unterschiedlichen Geschwindigkeiten beim Drehen werden verschiedene Effekte (beispielsweise Noppen) erhalten.

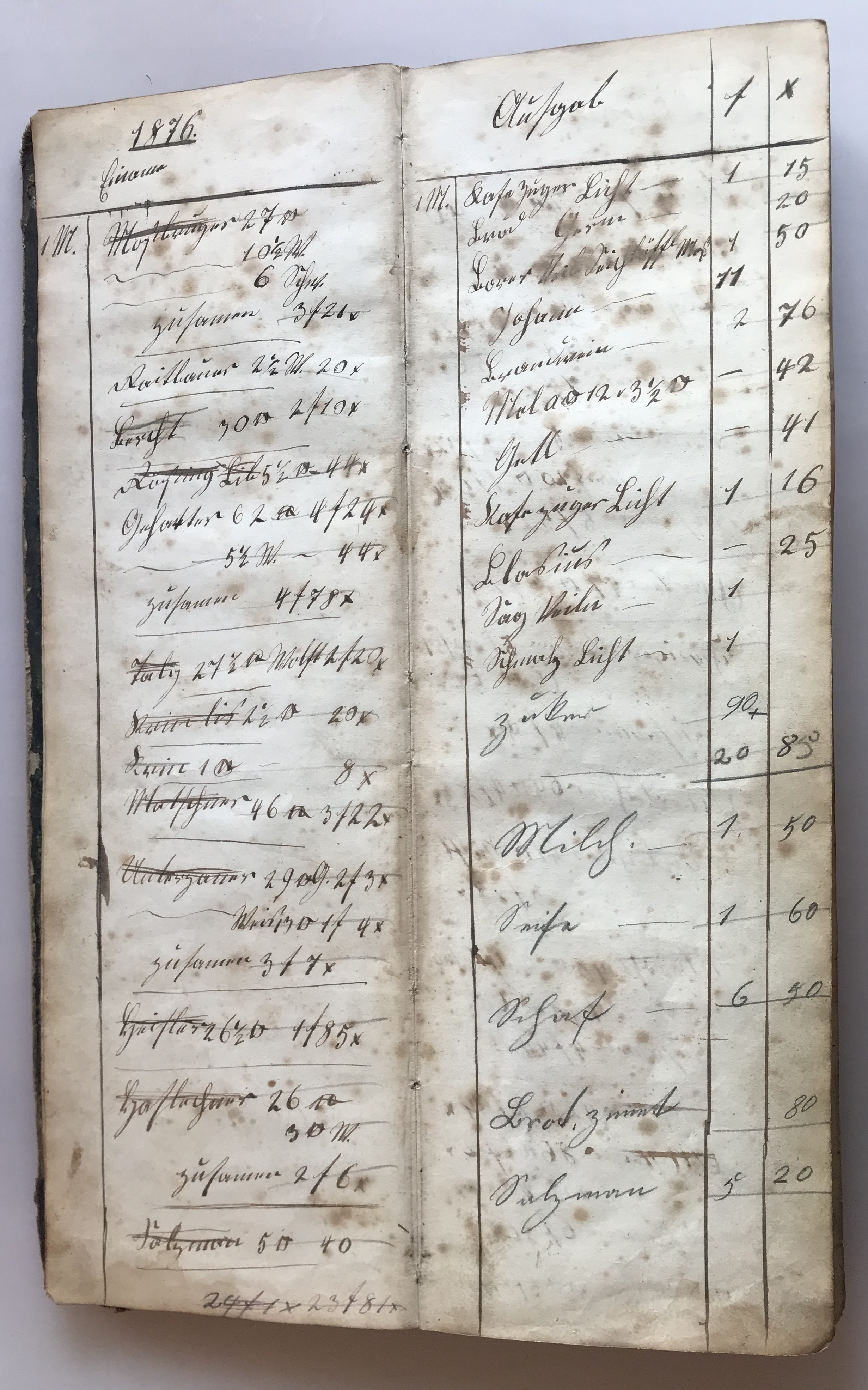
Auftragsbuch Firma Lodenwalker von 1876

- Auftragsbuch Firma Lodenwalker von 1876Weberei: In der Weberei werden die fertigen Garne und Zwirne zu verschiedenen Wolltüchern verwoben. Je nach Verwendungszweck werden verschiedene Webtechniken (z. B. Leinwand, Köper, Double) eingesetzt.
- Walken: Das Walken in der Walkmühle ist eine alte und einfache Arbeitstechnik. Das Wolltuch wird in handwarmem Wasser (30–40 °C) unter Zugabe von Kernseife durch Druck und Reibung gewalkt. Dabei verfilzt die Wolle, wird dichter und ca. 40 % kleiner.
- Appretur:
  - Nach einem kurzen Schleudergang wird das Werkstück gefärbt.
  - Um die Stoffe so schonend wie möglich zu behandeln, werden sie nach alter Tradition an der frischen Luft getrocknet. Dadurch kann der Loden die beim Walken oder Färben aufgenommene Feuchtigkeit langsam abgeben.
  - Das Rauen erfolgt nach wie vor mit Karden, um eine elektrostatische Aufladung zu verhindern.
  - Auf der Schärmaschine werden abstehende Fasern abgeschnitten, um eine glatte und feine Oberfläche zu erhalten.
  - Nach dem Walken wird der Loden nass gebügelt und nach dem Trocknen geblattlt. Blattln heißt der Vorgang, wenn der fertige Loden endgültig geplättet wird.
  - Durch eine Dekatiermaschine wird der Glanz, den der Loden beim Blattln erhalten hat, verfeinert.

## Begriff Erklärung
- Loden: ist ein gewebter Wollstoff der immer gewalkt wird. Je nach Verwendung werden verschiedene Veredlungsverfahren angewandt.
- Walk: ist ein gestrickter Wollstoff der immer gewalkt wird.
- Filz:ist lose Wolle die durch vernadeln oder nass verfilzt wird.

Die Bezeichnung Walkloden ist fälschlich ist vielmehr aus Unwissenheit aus beiden Begriffen entstanden.

## Lodenarten

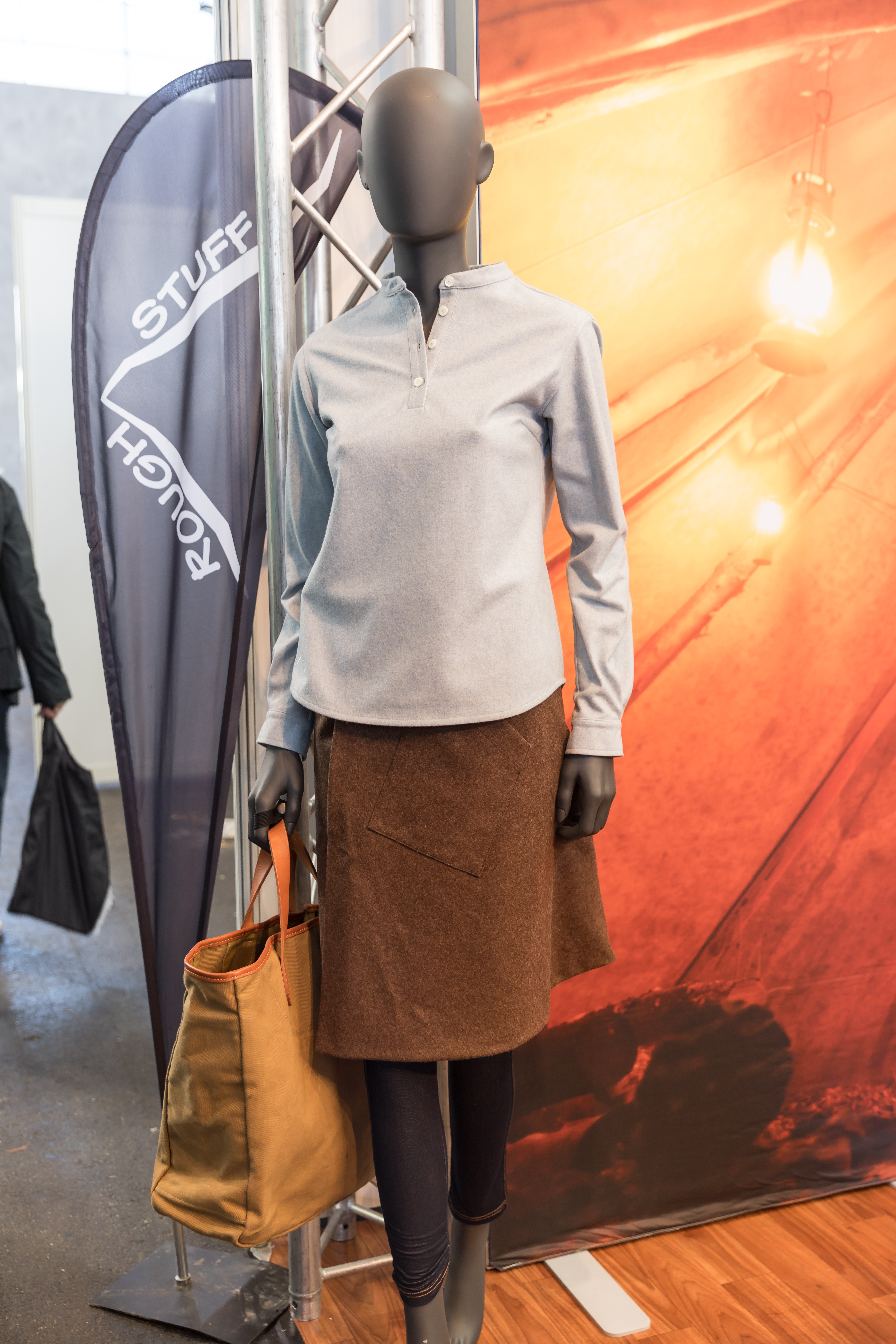
Moderne Damenbekleidung aus Lodenstoff

Je nach Verwendungszweck werden folgende Lodenarten unterschieden:
Tuchloden
Der wohl bekannteste und weitverbreitetste Loden ist der Tuchloden. Es handelt sich hier um ein Leinwandgewebe und eine eher leichtere Lodenqualität in unifarbenen oder melierten Farben. Der Tuchloden wird stark gewalkt, damit das Gewebe sich gut verdichtet, er wird typischerweise geschoren und erhält dadurch eine glatte Oberfläche. Den besonderen Glanz erhält der Loden durch die Dekatur – eine Bügelpresse.
Waliser Loden
Der Waliser Loden, ist eine Lodenqualität der in Köperbindung gewebt wird. Er ist dadurch ein sehr robuster Loden. Es gibt ihn in verschiedenen Gewichtsklassen. Oft werden auch verschiedene Farben in Kette und Schuss verwendet, um die Struktur zu betonen oder Effekte zu erzielen.
Walkstoff
Walk ist gestrickt statt gewebt. Walk ist wesentlich preiswerter als Loden und passt sich durch seine flexible Maschenstruktur besser den Körperrundungen an.
Trikotloden
In Trikotbindung gewirkt.
Waschloden
Moderne Lodenvariante mit gewalkter Oberfläche, die jedoch nicht gelegt wird, sodass eine unruhige Optik entsteht.
Strichloden (auch Mantelloden, Strichflausch, Strichtuch)
Ist genauso gewalkt jedoch wird er nicht geschoren, sondern im Strich geraut, damit das Abperlen von Regenwasser begünstigt wird.